# شون باريت
شون باريت (بالإنجليزية: Sean Barrett)‏ هو اقتصادي وسياسي أيرلندي، ولد في 1944 في مقاطعة كورك في جمهورية أيرلندا. انتخب عضو مجلس الشيوخ من أيرلندا عن دائرة Dublin University (constituency) ‏ وقد انضم خلال فترته النيابية ‏ (25 مايو 2011 – 9 فبراير 2016)  للكتلة البرلمانية مستقل.

## وصلات خارجية
- الموقع الرسمي